# 王者 (2025年電影)
《王者》（英語：Him，或以大寫記成）是一部2025年美國運動恐怖片，由賈斯汀·提平執導並與斯基普·布朗基（Skip Bronkie）、柴克·阿克斯（Zack Akers）聯合執筆劇本，喬登·皮爾的猴爪製片公司製作，馬龍·韋恩斯、泰瑞克·懷瑟斯、茱莉亞·福克斯、提姆·海德克和吉米·傑佛瑞斯主演。電影講述一位前途無量的年輕橄欖球運動員接受退休的傳奇四分衛的邀請，至偏僻訓練場進行訓練，為此深陷一段驚心動魄的旅程。
《王者》由環球影業定檔2025年9月19日在美國上映。

## 演員
- 馬龍·韋恩斯飾演以賽亞·懷特（Isaiah White）
- 泰瑞克·懷瑟斯（英语：Tyriq Withers）飾演卡麥隆·凱德（Cameron Cade）
- 茱莉亞·福克斯飾演艾爾西·懷特（Elsie White）
- 提姆·海德克（英语：Tim Heidecker）
- 吉米·傑佛瑞斯（英语：Jim Jefferies）
- 娜歐蜜·格羅斯曼（英语：Naomi Grossman）飾演瑪喬麗（Marjorie）
- 吉吉·埃內斯塔（英语：GiGi Erneta）飾演艾恩（Ayn）
- 諾曼·托恩斯（英语：Norman Towns）
- 莫里斯·格林（英语：Maurice Greene (fighter)）
- Guapdad 4000（英语：Guapdad 4000）
- 基耶拉·韋克（英语：Tierra Whack）

## 製作
2022年4月，WME將柴克·阿克斯（Zack Akers）和斯基普·布朗基（Skip Bronkie）編寫的名為的待售劇本掛牌出售，此標題暗指體育術語「史上最偉大球員」（GOAT）。2022年6月，喬登·皮爾的猴爪製片公司與環球影業達成協議，買下了劇本。年底，劇本被票選入2022年最佳未製作劇本黑名單。2024年1月，賈斯汀·提平受聘擔任導演，馬龍·韋恩斯主演，泰瑞克·懷瑟斯隨後加入演出陣容。2月，茱莉亞·福克斯確定參演。電影更名為《王者》（Him），起初預定2024年5月上映。
電影的主要拍攝於2024年11月完成。巴比·克爾林克於2025年4月完成了本片的配樂曲目。

## 發行
《王者》由環球影業發行，2025年9月19日在美國上映。

## 外部連結
- 官方网站
- 互联网电影数据库（IMDb）上《王者》的资料（英文）